# Resolución 1443 del Consejo de Seguridad de las Naciones Unidas
Resolución 1443 del Consejo de Seguridad de las Naciones Unidas, adoptada por unanimidad el 25 de noviembre de 2002, tras recordar todas las resoluciones anteriores sobre el Iraq, incluidas las resoluciones 986 (1995), 1284 (1999), 1352 (2001), 1360 (2001), 1382 (2001) y 1409 (2002) relativas al Programa Petróleo por Alimentos . El Consejo, actuando en virtud del Capítulo VII de la Carta de las Naciones Unidas, amplió las disposiciones relativas a la exportación de petróleo o productos derivados del petróleo iraquíes a cambio de ayuda humanitaria hasta el 4 de diciembre de 2002. 
El Consejo de Seguridad estaba convencido de la necesidad de una medida temporal para proporcionar asistencia humanitaria al pueblo iraquí hasta que el gobierno iraquí cumpliera las disposiciones de las Resoluciones 687 (1991) y 1284 y hubiera distribuido la ayuda de manera equitativa en todo el país. También reafirmó el compromiso de todos los Estados con la soberanía y la integridad territorial del Iraq.
El Programa Petróleo por Alimentos se prorrogó posteriormente por un período de nueve días (fase 12) antes de su renovación.  La prórroga se concedió para permitir a los diplomáticos tener más tiempo para debatir una extensión de seis meses o de 90 días. 